# Juri Michailowitsch Swirin
Juri Michailowitsch Swirin (russisch Юрий Михайлович Свирин; * 29. Januar 1900 in St. Petersburg; † 23. Januar 1986 in Leningrad) war ein sowjetischer Theater- und Film-Schauspieler sowie Bühnenautor.

## Leben und Leistungen
Swirin besuchte von 1910 bis 1919 das Zarskoselskaja-Gymnasium und anschließend bis 1923 die Schauspielschule beim Petrograder Akademischen Staatstheater. Zwischen 1919 und 1922 gehörte er der Roten Armee an und war auch hier im künstlerischen Bereich tätig.
Von 1923 bis 1924 nahm Swirin ein Engagement beim Petrograder Miniaturtheater Karussell wahr und gehörte danach bis 1925 dem Miniaturtheater Balantschik an. Nach einem kurzen Zwischenspiel beim Dramatheater von Petrosawodsk wurde Swirin vom Staatlichen Großen Dramatheater „M. Gorki“ in Leningrad verpflichtet und trat dort bis 1936 auf. Anschließend wechselte er zum Akademischen Dramatheater „A. Puschkin“ in seiner Geburtsstadt und beschloss dort 1977 seine Bühnenlaufbahn. Während des Deutsch-Sowjetischen Krieges trat Swirin von 1943 bis 1945 an der Karelischen sowie der Pribaltischen Front auf.
Im Film war der glatzköpfige Mime erstmals 1960 als Professor in Die Dame mit dem Hündchen zu sehen. Neben Spielfilmen wie der Tolstoi-Adaption Der lebende Leichnam (1969) folgten vorwiegend Bühnenaufzeichnungen, u. a. Маленькие трагедии (Malenkije tragedii), das auf mehreren Werken Alexander Puschkins basiert, und eine Bearbeitung von Gogols Die Geschichte vom großen Krakeel zwischen Iwan Iwanowitsch und Iwan Nikiforowitsch (beide 1971). Seinen Abschied gab er 1982 in dem Sechsteiler Солнечный ветер (Solnetschny weter).
Neben seiner schauspielerischen Tätigkeit trat Swirin auch als Autor mehrerer Theaterstücke wie Научград (Nautschgrad, 1928), Терентий Иванович (Terenti Iwanowitsch, 1937) und Болдинская осень (Boldinskaja osen, 1969) in Erscheinung. Von Letzterem entstand 1974 ebenfalls eine Bühnenaufzeichnung. Zwischen 1937 und 1954 war er Kandidat für eine Mitgliedschaft im Schriftstellerverband der UdSSR.

## Ehrungen
Swirin wurde mit den Medaillen „Für die Verteidigung Leningrads“ (1944), „Für heldenmütige Arbeit im Großen Vaterländischen Krieg 1941–1945“ (1946) und „Zum 250jährigen Jubiläum Leningrads“ (1957) ausgezeichnet. Seit dem 22. Juni 1957 war er Träger des Titels Verdienter Künstler der RSFSR.

## Filmografie (Auswahl)
- 1960: Die Dame mit dem Hündchen (Dama s sobatschkoi)
- 1968: Dein Zeitgenosse (Twoi sowremennik)
- 1969: Der lebende Leichnam (Schiwoi trub)
- 1980: Die Nachtigall (Solowei)